# زعفرانی (دهلران)
زعفرانی یک روستا در ایران است که در دهستان سید ناصرالدین واقع شده‌است. زعفرانی ۲۳ نفر جمعیت دارد.